# Tetrameranthus guianensis
Tetrameranthus guianensis är en kirimojaväxtart som beskrevs av Paulus Johannes Maria Maas och Lübbert Ybele Theodoor Westra. Tetrameranthus guianensis ingår i släktet Tetrameranthus och familjen kirimojaväxter. Inga underarter finns listade i Catalogue of Life.